# 飛騨高地
飛騨高地（ひだこうち）は、岐阜県北部の飛騨地方を中心に、北は富山県南部、南は美濃地方北部まで広がる標高1,500m前後の高地。飛騨山地とも呼ばれる。東を飛騨山脈、西を両白山地に境される。その最高峰は、猿ヶ馬場山（1875m）である。
中央に位置する位山周辺の東西方向の山地が分水嶺となっており、それ以北の降水は庄川、神通川となって日本海、以南は木曽川、長良川となって太平洋に注ぐ。

## 概要
白木峰や金剛堂山は標高約1500mの山頂に広い平原（小起伏面）があり、さらに季節風の影響で山頂が湿原となり、景観や高山植物に恵まれている。この平坦な山頂はら山頂部に隆起前の平坦地が取り残された隆起準平原という地形であり、他に万波高原、唐堀山などに見られる。飛騨高地中にはそれぞれ1100m、1300m、1500mの準平原遺物と見られる山頂平坦面が確認されている。
飛騨高地の東西にある立山連峰や両白山地と違い、活火山は存在せず、地質も飛騨変成岩など非火山性の物が多い。

## 主な山
- 牛岳 （987m）
- 戸田峰 （1,227m）
- 白木峰 （1,586m）
- 金剛堂山 （1,638m）
- 人形山 （1,726m）
- 籾糠山 （1,744m）
- 三ヶ辻山 （1,764m）
- 猿ヶ馬場山 （1,875m）
- 帰雲山 （1,622m）
- 御前岳 （1,816m）
- 大雨見山 （1,336m）
- 鷲ヶ岳 （1,671m）
- 烏帽子岳 （1,625m）
- 位山 （1,530m）
- 川上岳 （1,626m）
- 船山 （1,479m）